# 范瑋琪
范瑋琪（英語：Christine Fan，1976年3月18日—），本名范偉琪，美籍臺灣女藝人。2000年11月出道時為福茂唱片旗下歌手，後於2016年約滿。與丈夫陳建州育有兩子。

## 簡介
范瑋琪出生於美國俄亥俄州，父親為河北省石家庄市深泽县人，母親為南投埔里人。成長於臺北市，國中時簽下經紀合約做模特兒，曾參加過綜藝天王胡瓜主持的節目《百戰百勝》，17歲時赴美留學。
大學時在洛杉磯波莫納學院主修稅法，在二年級轉學到哈佛延伸教育學院經濟系學分班。因自小就喜歡唱歌，加上大學學費昂貴，念了一學期即休學回到台灣發展。
2000年11月8日，發行首張專輯《范范的世界》以歌手身份出道，隔年入圍第12屆金曲獎最佳新人獎。2002年出演首部電視劇《愛情白皮書》，飾演“季星華”一角。2006年擔任Channel V綜藝節目《模范棒棒堂》主持人。

## 個人生活
范瑋琪在2000年出道時即與陳建州傳出戀情，2006年為其寫了《黑白配》一曲。2010年2月17日，陳建州在新澤西籃網主場館對邁阿密熱火的比賽向她求婚；而在下一場籃網主場比賽（2月20日）完畢後，范瑋琪在場中央獻唱美國國歌。兩人於2010年11月6日舉行文定，並於2011年5月7日在台北W飯店舉行婚禮。
2014年8月25日，范瑋琪對外公布懷有雙胞胎，並於2015年1月15日在臺北市中山醫院剖腹產下孿生兄弟，取名為“飛飛”和“翔翔”。

## 爭議事件

### 哈佛學歷爭議
范瑋琪於大二時轉學至哈佛延伸教育學院就讀經濟系學分班，而後因回台發展音樂事業而未畢業。2000年出道時，宣傳均主打其「哈佛」學歷，但未對此詳加說明，因此數年來陸續不斷遭網友質疑和冷嘲熱諷。直至2019年范瑋琪發文澄清自己從未偽裝學歷，自認坦蕩蕩不需要多做解釋，其學歷實為「哈佛大學之附設延伸教育學院」，並非「哈佛大學」經濟系。

### 微博曬娃被罵事件
2015年9月3日上午，中国大陆举行纪念抗战胜利70周年阅兵礼，一些中國大陆和香港明星在微博慶祝，而范玮琪在微博发双胞胎儿子照片，遭到网民抨击，认为其「不合時宜」、「不爱国」，也有人为其打抱不平，呼吁不要道德绑架。她事后删文并道歉：“真是对不起，因为分享了一张儿子的照片，让大家不高兴了!”。同年11月14日，巴黎恐怖袭击后微博气氛哀悼，而范玮琪分享了儿子戴长颈鹿耳朵的照片，再度引发大量批评。她13分钟后又发文：“Praying for Paris~让人发指的恐怖攻击，好难过……God bless this world……”她所属福茂唱片回应：“范范每天都会如常的晒照，希望带给社会疗愈正面的功效，也很关心巴黎的恐怖攻击，希望大家不要恶意误解她。”《人民日報》在11月19日刊登評論《道德綁架也是綁架》，批評網民對范瑋琪的「道德綁架」。

### 臉書發文辱罵蘇貞昌
2020年1月27日晚間，針對嚴重特殊傳染性肺炎疫情台灣暫時禁止口罩出口，范瑋琪在私人臉書頁面發布攻擊辱罵行政院長蘇貞昌的文章，直指蘇貞昌是「狗官」、「低俗沒人格的臭流氓行為」等言論，引發多數台灣人不滿。有網友認為以往種種中國大陸打壓台灣的作為，以及新疆集中營、香港反送中等不人道處置，甚至此次中國大陸還有隱匿疫情之嫌，卻都不見她發聲。隔日上午，范瑋琪於官方粉絲專頁發文道歉，強調自己是一時情緒失控，無意造成社會紛擾，只是希望能多一些愛與關懷。但其粉絲團已於兩日內超過10萬人退讚，截至2月3日已有18萬人退讚。雖然引發群情激憤，范瑋琪與其丈夫、親友仍繼續在此議題上發言表示理解或是支持。

## 音樂作品

### 音樂專輯
| #  | 專輯名稱            | 發行日期      | 發行公司   | 曲目 |
| -- | ------------------- | ------------- | ---------- | --- |
| 1  | 范范的世界          | 2000年11月8日 | 福茂唱片   | 曲目 1. 我的初世紀 2. 因為 3. 想太多 4. 每天 5. 如果我有一支天使棒 6. 潔癖 7. You Have A Black Heart 8. 到不了 9. 我們是朋友 10. 不要哭 11. 拜拜                        |
| 2  | 太陽                | 2001年8月4日  | 福茂唱片   | 曲目 1. 太陽 2. 他沒有錯 3. 再聯絡 4. 每天的每天 5. 濃情蜜意 6. 天使的翅膀 7. 手帕交 8. 長頭髮 9. 如果愛 10. 絕密 11. 對的人                                            |
| 3  | 真善美              | 2003年5月28日 | 福茂唱片   | 曲目 1. 那些花兒 2. 好寂寞 3. 我就是這樣 4. 我們之間的事 5. 可不可以不勇敢 6. 永恆 7. 葡萄酒作怪 8. 你 9. No Matter 10. 啟程 11. 有你真好                               |
| 4  | 一比一              | 2005年6月5日  | 福茂唱片   | 曲目 1. 就是你 2. 一比一 3. 不眠 4. 一直到最後 5. 多麼多麼愛你 6. 如果的事 7. 沒那麼愛他 8. Cold 9. 鞦韆 10. 親吻寂寞旅人 11. 全世界失眠                                |
| 5  | 我們的紀念日        | 2006年6月9日  | 福茂唱片   | 曲目 1. 黑白配 2. 一個像夏天一個像秋天 3. 一半的我 4. 愛了就對 5. 我們的紀念日 6. 讓我們自由 7. I Think I 8. Inside My Heart 9. 你在哪裡 10. 小白船 11. 打勾勾          |
| 6  | 哲學家              | 2007年9月4日  | 福茂唱片   | 曲目 1. 哲學家 2. 是非題 3. 小眼睛 4. interlude 5. 你只有一個 6. 小親親 7. 誠實 8. interlude 9. 不能跟情人說的話 10. 黑暗面 11. 你是答案 12. 范范之輩                   |
| 7  | F ONE               | 2009年7月10日 | 福茂唱片   | 曲目 1. 1到10=我和你 2. 想知道現在你好不好 3. 起風 4. 灰色的彩虹 5. 傻的可以 6. 對不起 7. 別再生了 8. 沒把握 9. 愛的盲點 10. 微笑說再見 11. 零距離 (大陸版 Bonus Track) |
| 8  | Love & FanFan       | 2011年3月18日 | 福茂唱片   | 曲目 1. 蜂蜜 2. 最重要的決定 3. 雙雙 4. 左上角的心跳 5. 壞了良心 6. 暮光 7. 我不愛了 8. 勇敢的唱 9. 小王子 10. 從小到大                                                 |
| 9  | 愛，在一起 Together | 2012年5月30日 | 福茂唱片   | 曲目 1. 最親愛的你 2. 天空下 3. 十七歲的北極星 4. 怎麼辦 5. 彈起來 6. 路 7. 直到美滿 8. 寶貝我們不要哭 9. 平安鳥 10. 感動就不遠                                         |
| 10 | 范范的感恩節        | 2016年1月9日  | 福茂唱片   | 曲目 1. 練習曲 2. 感恩節 3. 很久很久以後 4. 別來無恙 5. 落單 6. 那個早晨 7. 一隻眼睛 8. 最好的安排 9. 吻合 10. 大風吹 11. 動物森林 (大陸版 Bonus Track)                 |
| 11 | 恰如其分的自己      | 2022年3月18日 | 黑天使製作 | 曲目 1. 恰如其分的自己 2. 畏光 3. 王國 4. 自修室日記 5. 一笑置之 6. 百憂解 7. Que Sera Sera 8. 不忘                                                                     |

### 精選輯
| # | 專輯名稱             | 發行日期      | 發行公司 | 曲目 |
| - | -------------------- | ------------- | -------- | --- |
| 1 | FOR FAN - 最初的夢想 | 2004年5月7日  | 福茂唱片 | 曲目 1. 尋找 2. 最初的夢想 3. 我就是這樣 4. 到不了 5. 好寂寞 6. 想太多 7. 再聯絡 8. 那些花兒 9. 他沒有錯 10. 長頭髮 11. 啟程 12. 當時 13. 我的愛 14. 天使的翅膀 15. 因為 16. 可不可以不勇敢 17. 每天 18. 有你真好 19. 手帕交 20. 我們之間的事 21. 絕密 22. 對的人 23. 拜拜 |
| 2 | Faces of FanFan      | 2008年7月11日 | 福茂唱片 | 曲目 1. 一顆心的距離 2. 三只小猪 3. 一比一 4. 可不可以不勇敢 5. 一個像夏天一個像秋天 6. 是非題 7. 我們的紀念日 8. 因為 9. 你是答案 10. 哲學家 11. 那些花兒 12. 沒那麼愛他 13. 最初的夢想 14. Fan精選 15. 放電 16. 再聯絡 17. 黑白配 18. 每天 19. 范范之輩 20. 到不了 21. 太陽 22. 你 23. 不眠 24. 小親親 25. 天使的翅膀 26. 如果你是我 27. 如果的事 28. 有你真好 29. 仨人 30. 不要哭 31. 不能跟情人說的話 32. 好寂寞 |
| 3 | 幸福，情歌           | 2011年6月17日 | 福茂唱片 | 曲目 1. 最重要的決定 2. 暮光 3. 蜂蜜 4. 左上角的心跳 5. 黑白配 6. 因為 7. 小親親 8. 一比一 9. 你 10. 你是答案 11. 就是你 12. 有你真好 13. I Think I 14. 太陽 15. 長頭髮 16. 對的人 17. 尋找 |

### 影音專輯/合辑
- 2001年2月：《因為 范瑋琪精選輯1　Because Of FanFan VCD Vol.1》
- 2001年11月15日：《太陽 范瑋琪精選輯2　The Sun　Vol.2》
- 2005年11月21日：《2005 經典韓劇LOVE LOVE LOVE 戀愛物語 合辑》

### 音樂單曲
- 2007年《三隻小豬》（東風綜藝節目三隻小豬主題曲）
- 2009年《熱血精神》（偶像劇「霹靂MIT」片尾曲）
- 2009年《零距離》（康師傅鮮の每日C 2009年廣告主題曲）
  - 僅收錄在2009年《F ONE》專輯中國大陸版
- 2011年《感動就不遠》（羅東聖母醫院籌建全台首座「全親老」醫療大樓 公益募款單曲）
  - 為實體單曲，收錄了《感動就不遠》、《平安鳥》兩首單曲
- 2013年《蒲公英》（偶像劇《幸福蒲公英》片頭曲）
- 2013年《悄悄告訴你》（電影《被偷走的那五年》主題曲）
- 2014年《與愛為鄰》（電視劇「離婚，好嗎?〔台灣〕 / 離婚律師〔中國大陸〕」插曲）
- 2014年《myMusic》（線上音樂平台myMusic主題歌）
- 2015年《動物森林》（電視劇「虎媽貓爸」主題曲）
  - 僅收錄在2016年《范范的感恩節》專輯中國大陸版
- 2017年《陪你》（電影《令伯特煩惱》主題曲）
- 2017年《在幸福的路上》（范瑋琪「在幸福的路上」世界巡迴演唱會主題曲）
- 2017年《那個靜默的陽光午後》（紀錄片《那個靜默的陽光午後》片尾曲）
- 2017年《溫柔的奇蹟》（偶像劇『我的男孩』片頭主題曲）
- 2018年《兩個人的同學會》（電影《遇見你，遇見你》主題曲）
- 2018年《等待愛情》（偶像劇《紡綞蟲的記憶》插曲）
  - 收錄在2018年《紡綞蟲的記憶 – 大人味の愛情》戲劇原聲帶
- 2018年《我的小萌希奧呢》（加拿大母嬰品牌小萌希奧的品牌主題曲）
- 2018年《我沒忘》（偶像劇《初戀的情人》片尾曲）
- 2021年《陪你在世界流浪》（電視劇《正青春》片尾曲）
- 2021年《幸福秘方》（電視劇《陪你一起長大》片頭曲）

### 合唱歌曲
- 2001年：與周蕙合唱《偷偷摸摸》
  - 已收錄在周蕙2001年的專輯《今宵多珍重》
- 2002年：與楊丞琳合唱《有你真好》（電視劇「愛情白皮書」片尾曲）
  - 已收錄在范瑋琪2003年的專輯《真善美》
- 2004年：與佟大為合唱《晴天時候不要說再見》（電視劇「醋溜族」插曲）
- 2006年：與馬兆駿合唱《心的發現》
  - 已收錄在馬兆駿2006年的專輯《奶粉與便當》
- 2007年：與張韶涵和郭靜合唱《仨人》（韓劇「浪漫滿屋」片尾曲）
  - 已收錄在郭靜2007年的專輯《我不想忘記你》
- 2008年：與張韶涵和郭靜合唱《微笑的起點》
- 2013年：與曾靜玟合唱《千年》
  - 已收錄在曾靜玟2013年的單曲《千年》
- 2013年：與何炅、李代沫、佟大為合唱《希望愛》
  - 已發行於中國數位音樂平台
- 2014年：與蕭敬騰合唱《鈴鈴》（電視劇「繼承者們」片頭曲）
  - 已收錄在蕭敬騰2014年的專輯《The Song》
- 2014年：與吳思賢合唱《最好的事》（電視劇「一男二女合租記」插曲）
  - 已收錄在吳思賢2014年的專輯《最好的…？》
- 2017年：與彭佳慧合唱《我們真的幸福了嗎》
  - 已收錄在彭佳慧2017年的專輯《我想念我自己》
- 2017年：與蘇以樂、蘇以行、蔡語涵、蔡岳辰合唱《活出愛》（『LOVE LIFE』公益主題曲）
- 2018年：與葉歡合唱《記憶の歌》
  - 已收錄在《紡綞蟲的記憶 – 大人味の愛情》戲劇原聲帶

### 為其他人的詞曲創作
- 黃雅莉：《不一定快樂》作曲
- 范瑋琪、張韶涵、郭靜：《仨人》作曲
- 范瑋琪、張韶涵、郭靜：《微笑的起點》作曲
- 張韶涵：《控制不了》作曲
- 張韶涵：《頭號甜心》作曲
- 郭靜：《聊天》作曲
- 徐熙媛：《泡沫美人魚》作曲
- 徐熙媛：《就是愛》作曲
- 黑Girl：《我愛黑澀會》作曲
- 黑Girl：《Shake It Baby》 作曲、英文部分作詞
- 黑Girl：《幸福的泡泡》作曲
- 卓文萱：《獨家快樂》作曲
- 吳思賢、范瑋琪：《最好的事》作曲

## 演出作品

### 電視劇
- 2002年：中視《愛情白皮書》飾 季星華
- 2006年：中國《醋溜族》飾 小紅
- 2008年：民視、衛視中文台《黑糖群俠傳》第13集 飾 東方不拜
- 2008年：八大、民視《霹靂MIT》飾 Cherry老師
- 2012年：微電影《Gravity Zero 無重力》飾 Christine 李逸森姐姐

### 電影
- 2013年：《被偷走的那五年》飾 陸小環

### 其他演出
小說
- 2013年，參與拍攝馬天佑監督的《七宗罪》飾演 懶惰

出道前拍攝作品
- 1997年
  - 司迪麥口香糖 香水篇（廣告）
  - 東元電視 大提琴篇（廣告）
  - 衣蝶百貨週年慶（廣告）
- 1998年 飛柔洗髮精（廣告）
- 1999年 左岸咖啡 巴黎下雨篇（廣告）
- 1999年 許志安《你決定就好》MV（擔任女主角）
- 2000年 Toshiba TV—電視有這麼好看嗎？（廣告）

## 出版作品

### 書籍
| 年份             | 書名                                                           | 出版社   | ISBN               |
| ---------------- | -------------------------------------------------------------- | -------- | ------------------ |
| 2015年7月6日出版 | 《熊貓來了！：比黑白配更重要的決定，范范與飛哥翔弟的幸福日記》 | 時報出版 | ISBN 9789571362946 |

## 主持作品

### 電視節目
- 中天綜合台《康熙來了》代班主持
- Channel V《模范棒棒堂》堂主（2006年8月14日至2009年7月30日）
- 公共電視台《週日狂熱夜》
- 八大綜合台《娛樂百分百》代班主持（2008年9月16日）

### 固定演出
- 北京衛視《最美和聲1》擔任導師

## 演唱會

### 范瑋琪《我們是朋友》巡迴演唱會
| 場次 | 日期           | 國家／地區 | 城市 | 場館             | 表演嘉賓                        |
| ---- | -------------- | ---------- | ---- | ---------------- | ------------------------------- |
| 1    | 2008年11月1日  | 臺灣       | 台北 | 台大綜合體育館   | 大S、小S、張惠妹、郭靜、棒棒堂  |
| 2    | 2008年11月22日 | 臺灣       | 台中 | 中興大學蕙蓀堂   | 張韶涵、郭靜、黑澀會美眉、Janet |
| 3    | 2009年8月19日  | 香港       | 香港 | 香港國際展貿中心 | 棒棒堂、郭靜                    |
| 4    | 2009年8月21日  | 中国大陆   | 北京 | 北京展覽館劇場   | 郭靜                            |

### 范瑋琪《Love & FanFan》世界巡迴演唱會
| 場次 | 日期           | 國家／地區 | 城市   | 場館                       | 表演嘉賓       |
| ---- | -------------- | ---------- | ------ | -------------------------- | -------------- |
| 1    | 2011年8月27日  | 中国大陆   | 上海   | 梅賽德斯-賓士文化中心      | 陳嘉樺         |
| 2    | 2011年9月9日   | 中国大陆   | 北京   | 工人體育館                 | 孙燕姿、吴青峰 |
| 3    | 2011年12月25日 | 中国大陆   | 蘇州   | 蘇州體育中心體育館         | 郭静           |
| 4    | 2012年5月12日  | 中国大陆   | 廣州   | 廣州體育館                 | JPM            |
| 5    | 2012年6月30日  | 中国大陆   | 成都   | 四川省體育館               | 陳建州         |
| 6    | 2012年8月18日  | 中国大陆   | 上海   | 梅賽德斯-賓士文化中心      | 陳建州         |
| 7    | 2012年10月27日 | 中国大陆   | 南京   | 南京奧林匹克體育中心體育館 | 陳建州         |
| 8    | 2013年1月13日  | 香港       | 香港   | 紅磡香港體育館             | 張柏芝、潘瑋柏 |
| 9    | 2013年2月2日   | 臺灣       | 台北   | 臺北小巨蛋                 | 王力宏         |
| 10   | 2013年3月25日  | 英国       | 伦敦   | The O2 Arena               |                |
| 11   | 2013年6月16日  | 美国       | 紐約   | Mohegan Sun Arena          |                |
| 12   | 2013年10月12日 | 加拿大     | 温哥华 | Queen Elizabeth Theatre    | 韋禮安         |

### 范瑋琪《My Dear Life我親愛的人生》演唱會
| 場次 | 日期          | 國家／地區 | 城市 | 場館          |
| ---- | ------------- | ---------- | ---- | ------------- |
| 1    | 2014年3月18日 | 臺灣       | 台北 | Legacy Taipei |

### 范瑋琪《在幸福的路上》世界巡迴演唱會
| 場次 | 日期                    | 國家／地區 | 城市   | 場館                         |
| ---- | ----------------------- | ---------- | ------ | ---------------------------- |
| 1    | 2017年3月18日           | 中国大陆   | 深圳   | 深圳灣體育中心「春繭」體育館 |
| 2    | 2017年5月20日           | 中国大陆   | 北京   | 首都體育館                   |
| 3    | 2017年7月15日           | 中国大陆   | 濟南   | 濟南奧林匹克體育中心體育館   |
| 4    | 2017年9月2日            | 中国大陆   | 上海   | 梅賽德斯-奔馳文化中心        |
| 5    | 2017年10月20日          | 美國       | 波士頓 | 奧芬劇院                     |
| 6    | 2017年10月23日          | 加拿大     | 温哥华 | Queen Elizabeth Theatre      |
| 7    | 2017年11月4日           | 臺灣       | 台北   | 臺北小巨蛋                   |
| 8    | 2017年12月9日           | 中国大陆   | 武汉   | 武漢體育中心體育館           |
| 9    | 2017年12月23日          | 中国大陆   | 郑州   | 鄭州國際會展中心             |
| 10   | 2018年1月26日           | 美国       | 洛杉磯 | 帕薩迪納會議中心             |
| 11   | 2018年1月28日           | 美国       | 聖荷西 | 聖荷西表演藝術中心           |
| 12   | 2018年1月30日           | 加拿大     | 多倫多 | 梅西劇院                     |
| 13   | 2018年8月25日           | 中国大陆   | 成都   | 四川省體育館                 |
| 14   | 2018年10月21日          |            | 悉尼   | The Star Event Centre        |
| 15   | 2018年12月31日          | 中国大陆   | 福州   | 福州海峽國際會展中心6號館    |
| 16   | 2019年2月14日           | 中国大陆   | 上海   | 梅賽德斯-奔馳文化中心        |
| 17   | 2019年4月27日           | 中国大陆   | 杭州   | 黃龍體育中心體育館           |
| 18   | 2019年5月12日           | 中国大陆   | 廣州   | 廣州體育館二號館             |
| 19   | 2019年5月18日           | 中国大陆   | 天津   | 天津市人民體育館             |
| 20   | 2019年7月7日            | 马来西亚   | 吉隆坡 | KLCC Plenary Hall            |
| 21   | 2019年11月16日 (最终场) | 新加坡     | 新加坡 | 新加坡室內體育館             |

註：本次巡迴固定藝人橋段包括王力宏（cross over)、小S（拍攝影片）、張惠妹（獻聲）、蕭敬騰（cross over)；台北場特別呈獻徐佳瑩（cross over）

### 范瑋琪《我们之间的事》世界巡迴演唱會
| 場次 | 日期          | 國家／地區 | 城市 | 場館                          |
| ---- | ------------- | ---------- | ---- | ----------------------------- |
| 1    | 2025年3月29日 | 中国大陆   | 上海 | 梅賽德斯-奔馳文化中心         |
| 2    | 2025年4月19日 | 中国大陆   | 成都 | 五粮液文化體育中心·綜合體育館 |
| 3    | 2025年4月26日 | 中国大陆   | 廣州 | 寶能廣州國際體育演藝中心      |
| 4    | 2025年5月10日 | 中国大陆   | 北京 | 國家體育館                    |
| 5    | 2025年6月21日 | 中国大陆   | 佛山 | 佛山國際體育文化演藝中心      |
| 6    | 2025年9月13日 | 中国大陆   | 鞍山 | 鞍山奧體中心體育場            |

## 獎項

### 音樂獎項
| 年份 | 屆次         | 入圍作品       | 獎項               | 結果 |
| ---- | ------------ | -------------- | ------------------ | ---- |
| 2001 | 第12屆金曲獎 | 《范范的世界》 | 最佳新人獎         | 提名 |
| 2006 | 第17屆金曲獎 | 《一比一》     | 最佳國語女演唱人獎 | 提名 |

### 影視獎項
| 年份 | 屆次         | 入圍作品       | 獎項                   | 結果 |
| ---- | ------------ | -------------- | ---------------------- | ---- |
| 2006 | 第41屆金鐘獎 | 《週日狂熱夜》 | 歌唱綜藝類最佳主持人獎 | 提名 |

## 外部連結
- 范范 范瑋琪的Facebook專頁
- 模范生學園的Facebook專頁
- 范范范瑋琪的新浪微博
- 范瑋琪的Instagram帳戶
- 范瑋琪在互联网电影资料库（IMDb）上的資料（英文）（英文）
- 范瑋琪在香港影庫上的簡介
- 范瑋琪在豆瓣上的资料（简体中文）
- 范瑋琪在时光网上的簡介（简体中文）